# Giesegård
Giesegård er en hovedgård der er oprettet i 1668 af Frederik Giese. Gården ligger i Nordrupøster Sogn i Ringsted Kommune. Hovedbygningen er opført i 1750-1751, en etage tilføjes i 1843-1844 og udvides igen i 1873 af arkitekt Theodor Zeltner. Giesegård Gods er på 3.115 hektar med Juellund og Prøvegaard. Indtil 1922 var gården centrum for Stamhuset Giesegaard.

## Ejere af Giesegård
- (1668-1690) Frederik Giese
- (1690-1693) Margretha Elisabeth Schönbach gift Giese
- (1693-1719) Christopher Joachim Frederiksen Giese
- (1719-1720) Christian Scavenius
- (1720-1736) Christian Carl Frederiksen Gabel
- (1736-1760) Anna Sophie Rantzau gift Schack
- (1760-1790) Frederik Christian Ottesen greve Schack
- (1790-1821) Knud Bille Frederiksen greve Schack
- (1821-1847) Henrik Adolph Johansen greve Brockenhuus-Schack
- (1847-1892) Knud Bille Henriksen greve Brockenhuus-Schack
- (1892-1924) Adolph Ludvig Knudsen greve Brockenhuus-Schack
- (1924-1963) Frederik Adolphsen greve Brockenhuus-Schack
- (1963-1993) Niels Knudsen greve Brockenhuus-Schack
- (1993-) Frands Axel Michael Nielsen greve Brockenhuus-Schack

## Aktiviteter
Godset tilbyder udlejning af boliger til brug inden for landbrug og jagt.